# Funes (Santa Fe)
Funes – miasto w Argentynie, w prowincji Santa Fe, w departamencie Rosario.
Według danych szacunkowych na rok 2010 miejscowość liczyła 23 281 mieszkańców.